# Vitreorana uranoscopa
Vitreorana uranoscopa е вид жаба от семейство Centrolenidae. Видът не е застрашен от изчезване.

## Разпространение
Разпространен е в Аржентина и Бразилия.

## Описание
Популацията на вида е намаляваща.